# Eques (gladiateur)

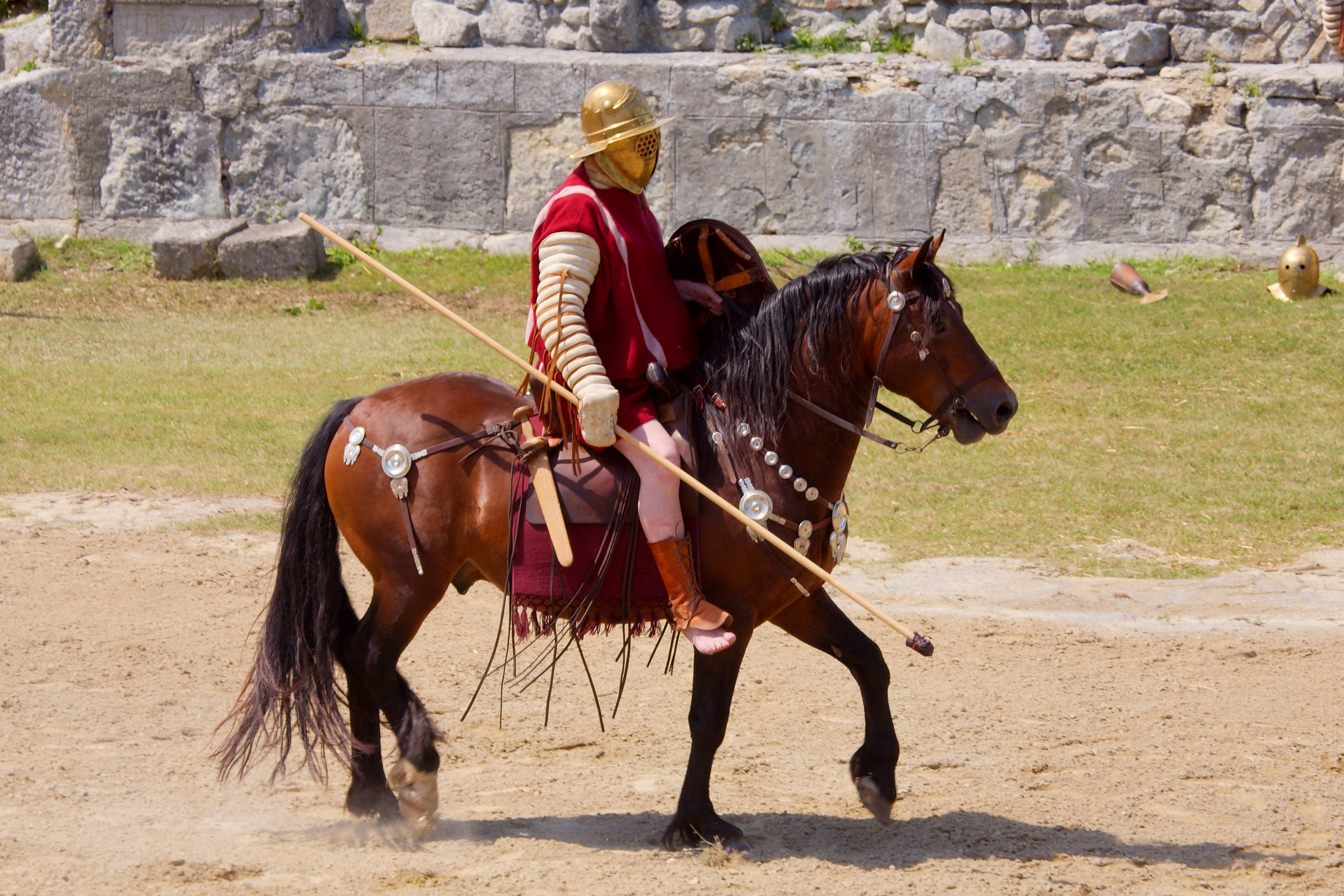
Un eques.

L'eques, « cavalier », est un gladiateur qui combattait à cheval.
L'eques est vêtu d'une tunique courte, protégé d'un casque à visière dépourvu de crête, d'un petit bouclier rond et plat (parma), et armé d'une lance et d'un petit glaive. Il est toujours opposé à un autre eques. Les deux hommes s'affrontent dans un premier temps à la lance puis descendent de cheval et poursuivent le combat au sol, armés de leurs épées.